# Eutelia polychordoides
Eutelia polychordoides là một loài bướm đêm trong họ Noctuidae.